# Stary cmentarz żydowski w Łabiszynie
Stary cmentarz żydowski w Łabiszynie – kirkut założony w XVII w.

## Historia
Cmentarz znajduje się w lesie przy obwodnicy w Łabiszynie, w okolicy ul. 3 Maja. Pochówków na cmentarzu zaprzestano w II połowie XVIII w., kiedy powstał nowy cmentarz. Kirkut o powierzchni około 60 m kwadratowych został zniszczony, przypuszczalnie podczas II wojny światowej, i nie ma na nim żadnych nagrobków. W październiku 2013 r. na jego terenie odsłonięto tablicę pamiątkową poświęconą najstarszej nekropolii żydowskiej w Łabiszynie.